# Siergiej Buzdalin
Siergiej Fieoktistowicz Buzdalin (ros. Сергей Феоктистович Буздалин, ur. 5 czerwca 1892 we wsi Mitrofanowka w guberni kałuskiej, zm. 5 grudnia 1937) – radziecki działacz partyjny i państwowy.

## Życiorys
W 1914 wstąpił do SDPRR(b), w 1915 był przewodniczącym związku drzewiarzy w Moskwie, a od grudnia 1915 do stycznia 1916 w Piotrogrodzie, potem od marca do grudnia 1917 członkiem Prezydium Rady Charkowskiej. W kwietniu 1917 został członkiem Charkowskiego Komitetu SDPRR(b), od 1917 do 10 kwietnia 1918 był przewodniczącym Charkowskiego Komitetu SDPRR(b)/RKP(b), jednocześnie od 1 grudnia 1917 do kwietnia 1918 przewodniczącym Komitetu Wykonawczego Rady Charkowskiej, a od kwietnia do października 1918 instruktorem wydziału Zarządu NKWD RFSRR. Od 30 października 1918 do 18 lutego 1919 był przewodniczącym Komitetu Wykonawczego Kurskiej Rady Gubernialnej, od 28 lutego do 1 kwietnia 1919 przewodniczącym Charkowskiego Trybunału Rewolucyjnego, od 1 kwietnia do 30 maja 1919 przewodniczącym Charkowskiego Gubernialnego Trybunału Rewolucyjnego, a jednocześnie w kwietniu-maju 1919 kierownikiem charkowskiego gubernialnego oddziału wymiaru sprawiedliwości i członkiem Prezydium Komitetu Wykonawczego Charkowskiej Rady Gubernialnej. Od czerwca do sierpnia 1919 był członkiem Nadzwyczajnego Trybunału Rewolucyjnego Zagłębia Donieckiego, od sierpnia 1919 do stycznia 1920 przewodniczącym Trybunału Rewolucyjnego Wojskowego 13 Armii, od stycznia do czerwca 1920 przewodniczącym Okręgowego Komitetu Rewolucyjnego w Taganrogu, a od czerwca do sierpnia 1920 kierownikiem donieckiego gubernialnego oddziału zarządzania. Od 10 września do 30 października 1920 był przewodniczącym Czernihowskiego Gubernialnego Komitetu Rewolucyjnego, od 30 października do 15 grudnia 1920 przewodniczącym Komitetu Wykonawczego Czernihowskiej Rady Gubernialnej, w styczniu 1921 pełnomocnikiem Komitetu Wykonawczego Donieckiej Rady Gubernialnej w Taganrogu i Mariupolu, a od stycznia do maja 1921 zastępcą przewodniczącego Komitetu Wykonawczego Donieckiej Rady Gubernialnej i jednocześnie od lutego do 10 maja 1921 przewodniczącym Donieckiego Gubernialnego Trybunału Rewolucyjnego.
Od maja do lipca 1921 był członkiem Kolegium Ludowego Komisariatu Sprawiedliwości Ukraińskiej SRR, od lipca 1921 do 15 lutego 1922 ludowym komisarzem sprawiedliwości Ukraińskiej SRR, w lutym-marcu 1922 ponownie członkiem Kolegium Ludowego Komisariatu Sprawiedliwości Ukraińskiej SRR, a od marca 1922 do marca 1923 przewodniczącym Najwyższego Trybunału Rewolucyjnego Ukraińskiej SRR. Od 1 kwietnia 1923 do stycznia 1924 był przewodniczącym Sądu Najwyższego Ukraińskiej SRR, jednocześnie od lutego do sierpnia 1923 p.o. sekretarza Wszechukraińskiego Centralnego Komitetu Wykonawczego i od października 1923 do stycznia 1924 zastępcą ludowego komisarza spraw wewnętrznych Ukraińskiej SRR, a w styczniu-lutym 1924 p.o. ludowego komisarza spraw wewnętrznych Ukraińskiej SRR, następnie od lutego 1924 do czerwca 1925 przewodniczącym Kijowskiej Gubernialnej Rady Związków Zawodowych. Do 1925 był na kursach partyjnych przy KC KP(b)U, od 16 maja 1924 do 5 czerwca 1930 wchodził w skład KC KP(b)U, od czerwca do sierpnia 1925 pełnił funkcję przewodniczącego charkowskiej gubernialnej rady związków zawodowych, a od sierpnia do października 1925 charkowskiej okręgowej rady związków zawodowych. Od października 1925 do kwietnia 1927 był sekretarzem odpowiedzialnym Żurawlowskiego Komitetu Rejonowego KP(b)U w Charkowie, od 1 kwietnia 1927 do 10 grudnia 1928 przewodniczącym Komitetu Wykonawczego Charkowskiej Rady Okręgowej, od stycznia 1928 do marca 1930 przewodniczącym Komitetu Wykonawczego Penzeńskiej Rady Okręgowej, a od marca 1930 do marca 1932 prokuratorem Kraju Środkowowołżańskiego. Od kwietnia 1932 do grudnia 1933 był zastępcą dyrektora fabryki im. Ordżonikidze w Kolczugino, od stycznia 1934 do czerwca 1936 dyrektor zakładu nr 135 Głównego Zarządu Przemysłu Lotniczego Ludowego Komisariatu Przemysłu Ciężkiego w Charkowie, następnie do sierpnia 1937 dyrektorem fabryki krawieckiej w Charkowie.
17 sierpnia 1937 został aresztowany na fali wielkiej czystki, następnie rozstrzelany.